# 19 de febrero
El 19 de febrero es el 50.º (quincuagésimo) día del año en el calendario gregoriano. Quedan 315 días para finalizar el año y 316 en los años bisiestos.

## Acontecimientos
- 197: en Lugdunum (la actual Lyon), el emperador romano Septimio Severo (145-211) derrota al usurpador Clodio Albino (147-197) en la batalla de Lugdunum, la más sangrienta entre ejércitos romanos.
- 356: el emperador Constancio II emite un decreto que cierra todos los templos paganos en el Imperio romano.
- 607: Bonifacio III es elegido papa.
- 1493: la armada portuguesa intenta apresar en las islas Azores a Cristóbal Colón en su viaje de regreso, para evitar que divulgue la otra ruta hacia Las Indias que cree haber descubierto.
- 1549: en Valladolid, el rey Carlos I crea el Archivo General de Simancas según real cédula.
- 1594: habiendo sido elegido para el trono de Polonia-Lituania en 1587, Segismundo III de la Casa de Vasa es coronado rey de Suecia, y sucediendo a su padre Juan III de Suecia en 1592.
- 1600: en el Virreinato del Perú explota el volcán Huaynaputina (80 km al E-SE de Arequipa), eyectando unas 32 millones de toneladas de partículas a la atmósfera, siendo la erupción volcánica más violenta del que se tiene registro en América del Sur.
- 1602: en Colombia, se funda el municipio de Paipa (Boyacá)
- 1649: tiene lugar la batalla de los Guararapes, terminando efectivamente los esfuerzos de colonización neerlandeses en Brasil.
- 1726: el Consejo Supremo Privado es fundado en Rusia.
- 1803: Napoleón Bonaparte impone a Suiza el Acta de Mediación, que resume en un texto único la Constitución federal y las cantonales.
- 1814: Noruega, en su resistencia a la dominación sueca, toma por regente al príncipe de Dinamarca Christian Federico.
- 1819: el explorador británico William Smith descubre las Islas Shetland del Sur.
- 1834: se autoriza la construcción del primer ferrocarril alemán, que enlazaría las ciudades de Núremberg y Fürth, distantes entre sí 10 km.
- 1836: en España, Juan Álvarez Mendizábal decreta la venta de todos los bienes de las extintas órdenes religiosas, dentro del proceso desamortizador.
- 1845: en Tolima (Colombia) entra en erupción el volcán Nevado del Ruiz, dejando un saldo de unas mil víctimas fatales.
- 1861: en Rusia es abolida la servidumbre.
- 1868: en Uruguay es asesinado el expresidente colorado Venancio Flores 4 días después de dejar el cargo.
- 1868: en Uruguay es asesinado el expresidente blanco Bernardo Berro como represalia al asesinato de Venancio Flores. Se cree que el autor del disparo fue el hijo del propio Flores.
- 1878: en Estados Unidos, Thomas Alva Edison patenta el fonógrafo.
- 1881: Kansas se convierte en el primer estado de Estados Unidos en prohibir las bebidas alcohólicas.
- 1893: el buque SS Naronic desaparece en el mar con 74 personas a bordo.
- 1906: El empresario estadounidense Will Keith Kellogg funda la multinacional agroalimentaria The Kellogg Company.
- 1910: Alemania, Italia y Suiza firman el acuerdo sobre el ferrocarril del San Gotardo.
- 1910: se inaugura el estadio Old Trafford, donde el Manchester United juega de local.
- 1913: en México, Francisco I. Madero es obligado a prestar su renuncia como presidente de México.
- 1913: en México asume como presidente interino Pedro Lascuráin Paredes, quien gobernó solo durante 45 minutos.
- 1913: en México asume la presidencia Victoriano Huerta tras la dimisión de Pedro Lascuráin.
- 1913: el general Alfaro toma la ciudad de Tetuán sin recurrir a las armas.
- 1915: en el marco de la Primera Guerra Mundial, comienza la Batalla de Galípoli.
- 1918: en el marco de la Primera Guerra Mundial, los franceses realizan una incursión aérea sobre Mannheim (puerto fluvial alemán en el río Rin).
- 1919: en Francia, el anarquista Louis Cottin realiza un atentado frustrado contra Georges Clemenceau, presidente del Consejo de Ministros.
- 1919: en España, en la revista Grecia y diversos periódicos, aparece el Manifiesto ultraísta firmado por Guillermo de Torre y Pedro Garfias, entre otros.
- 1924: el Patriarca Ecuménico de Constantinopla excomulga al fundador de la Iglesia Ortodoxa Turca, papa Eftim I, tras haber ocupado la iglesia greco-ortodoxa de Santa María de Kaffa (Panagia Kaphatiani), situada en el barrio estambulí de Gálata.
- 1925: el recién ascendido coronel Francisco Franco es designado jefe del Tercio de Marruecos.
- 1925: en Venecia se estrena la comedia musical Gli amanti sposi (de Ermanno Wolf-Ferrari).
- 1926: en Nueva York se subasta en 106.000 dólares un ejemplar de la Biblia de Gutenberg, el primer libro impreso.
- 1927: en Shanghái se realiza una huelga insurreccional contra el dictador de la ciudad, general Sun Chuan Fang, y contra las fuerzas británicas de ocupación.
- 1928: Malcolm Campbell establece la marca de velocidad automovilística en 333,06 km/h.
- 1928: en Asunción (Paraguay) se funda el Partido Comunista Paraguayo.
- 1936: en España comienza el primer gobierno de la Segunda República Española, que fue presidido por Manuel Azaña tras las elecciones que dieron la victoria al Frente Popular.
- 1937: durante una ceremonia pública por el 12 de yekatit en el Palacio Virreinal (la antigua residencia imperial) en Addis Abeba, Etiopía, dos nacionalistas etíopes de origen eritreo intentan asesinar al virrey Rodolfo Graziani con varias granadas.
- 1941: en el marco de la Segunda Guerra Mundial se crea el Afrika Korps al mando de Erwin Rommel.
- 1941: en la provincia de Pontevedra, un huracán abate unos 150 000 árboles y destruye las torres de más de 300 iglesias.
- 1942: en Australia ―en el marco de la Segunda Guerra Mundial― casi 150 aviones de guerra japoneses atacan Darwin.
- 1942: en el marco de la Segunda Guerra Mundial, Franklin D. Roosevelt firma el decreto que permite a las fuerzas armadas estadounidenses crear campos de concentración para internar a los japoneses que viven en los Estados Unidos.
- 1942: en Ecuador, el volcán Cotopaxi entra en actividad y causa grandes daños.
- 1943: en el marco de la Segunda Guerra Mundial, en Túnez comienza la Batalla del paso de Kasserine.
- 1944: en el marco de la Segunda Guerra Mundial, en Reino Unido, la Luftwaffe desencadena los mayores ataques contra Londres.
- 1945: Batalla de Iwo Jima: 30 000 marines estadounidenses desembarcan en Iwo Jima.
- 1948: la Cámara belga aprueba la concesión del voto a la mujer.
- 1951: se establece el mando general de las fuerzas de la OTAN en Rocquencourt, cerca de Versalles (Francia).
- 1951: se estrena en Barcelona la película La revoltosa, protagonizada por Carmen Sevilla y Tony Leblanc.
- 1952: el general Perón proclama la necesidad de incrementar rápidamente en Argentina la producción agrícola y minera, y reducir el consumo de carne para aumentar las reservas de divisas.
- 1953: el gobernador del estado de Georgia (Estados Unidos) ―uno de los más atrasados del país― crea la primera junta censora de literatura en la historia de Estados Unidos.
- 1955: entra en vigor el Tratado de Defensa del Sudeste Asiático (SEATO).
- 1959: el Reino Unido garantiza a Chipre su independencia, que es proclamada formalmente el 16 de agosto de 1960.
- 1961: en El Cairo, la embajada de Bélgica es saqueada por estudiantes en protesta por el anuncio del asesinato de Patrice Lumumba.
- 1964: es recobrado el cuadro de Rubens Cabezas de negros, que había sido robado del museo de Bruselas.
- 1964: en Grecia, Georgios Papandreu jura el cargo de presidente ante el rey Pablo I.
- 1965: el Consejo Federal suizo toma medidas para la limitación y reducción escalonada del número de trabajadores extranjeros.
- 1971: Egipto propone que se reconozca a Israel como estado a cambio de que se retire de los territorios ocupados.
- 1972: en una hostería de montaña cerca de Karuizawa (en la prefectura de Nagano, Japón) estudiantes izquierdistas del Ejército Rojo Japonés secuestran a una mujer. Terminará el 28 de febrero: dos policías asesinados, la rehén rescatada y todos los delincuentes presos.
- 1978: en España, un incendio destruye el Pazo de Meirás (la residencia de verano de la familia del dictador Francisco Franco).
- 1980: en Irán, Bani Sadr es nombrado comandante en jefe de las fuerzas armadas iraníes.
- 1981: en España, la banda terrorista ETA secuestra a los cónsules honorarios de Austria y El Salvador (en Bilbao), y al de Uruguay (en Barcelona).
- 1983: en la abandonada estación Moreno ―que se encuentra a 66 km al norte de Empalme, y a 75 km al sur de Hermosillo― un tren de carga choca contra un tren de pasajeros (estacionado por problemas técnicos) sin señalización adecuada. Mueren unas 400 personas.[1]
- 1985: accidente aéreo del vuelo 610 de Iberia, en el que un Boeing 727 se estrella en Bilbao al chocar con la antena de comunicaciones del monte Oiz, causando la muerte de los 148 ocupantes de la nave.
- 1985: William J. Schroeder se convierte en el primer receptor de un corazón artificial en dejar el hospital.
- 1986: la Unión Soviética lanza la estación espacial MIR.
- 1986: el ejército de Sri Lanka mata a 80 trabajadores agrícolas tamiles en el este de Sri Lanka en la Masacre de Akkaraipattu.
- 1986: La Comisión Ballenera Internacional (CBI) decidió proclamar ese día como el Día Mundial Contra la Caza de Ballenas, luego modificó su nombre a "Día Mundial de las Ballenas".[2]
- 1987: Marruecos construye un sexto muro en el Sahara para impedir el paso del Frente Polisario al Atlántico.
- 1988: el Sistema Monetario Europeo propone el ecu (unidad de cuenta europea) como moneda común.
- 1989: en La Haya, el español Cayetano Cornet consigue la medalla de oro de 400 m en los Campeonatos Europeos de Atletismo.
- 1989: entre los restos de la supernova 1987A se detecta, por primera vez, el nacimiento de una estrella pulsante.
- 1990: el pleno del Tribunal Constitucional de España decide que se repitan en Melilla las elecciones celebradas el pasado 29 de octubre.
- 1991: en España se termina la construcción del Puente del Centenario en Sevilla, proyectado con motivo de la Expo'92.
- 1992: ratificado el histórico acuerdo de no agresión y desnuclearización entre las dos Coreas, oficialmente en guerra desde 1953.
- 1993: aparecen fragmentos del cráneo de Adolf Hitler en un tintero del Archivo Estatal de Rusia, procedentes de sus restos calcinados y desenterrados por la Unión Soviética en Berlín en 1945. (En 2009 científicos en Estados Unidos concluyeron que el fragmento de un cráneo que funcionarios rusos creían que pertenecía a Adolfo Hitler realmente corresponde a una mujer)
- 1994: la sonda estadounidense Clementine entra en órbita lunar.
- 1998: el Banco Santander lanza una OPA para tomar la totalidad del capital del Banco Español de Crédito (Banesto).
- 1998: el nicaragüense Sergio Ramírez y el cubano, residente en México, Eliseo Alberto, ganan el Premio Alfaguara de Novela.
- 2000: la agrupación Primer Comando de la Ciudad (PCC), responsable del narcotráfico en las cárceles brasileñas, organiza el mayor motín de la historia carcelaria de este país, con el resultado de 17 muertos.
- 2000: en Bruselas, el grupo francés Usinor, el luxemburgués Arbe y el español Aceralia presentan su proyecto de fusión para crear el líder mundial de la industria siderúrgica.
- 2002: la nave Mars Odyssey de la NASA comienza a cartografiar la superficie de Marte.
- 2003: la OMS confirma la muerte de 64 personas en Congo por un brote del virus Ébola.
- 2003: en Hamburgo, el Tribunal Superior condena a 15 años de prisión al marroquí Mounir El Motassadeq, primer sentenciado por los atentados terroristas del 11-S en los Estados Unidos.
- 2006: en la isla filipina de Mindanao, un alud sepulta varias casas en la aldea de Depore, y deja 12 desaparecidos.
- 2006: el patinador estadounidense Shani Davis se convierte en el primer atleta afroamericano que consigue una medalla de oro en los Juegos Olímpicos de Invierno.
- 2006: en la mina "Pasta de Conchos" en el estado mexicano de Coahuila se registra un accidente en el que mueren 63 mineros cuyos cuerpos permanecen atrapados.
- 2008: en Cuba, el comandante Fidel Castro renuncia a la presidencia de su país.
- 2010: la IUPAC renombra al elemento 112 de la tabla periódica como copernicio en memoria de Nicolás Copérnico.
- 2019: En Galápagos, Ecuador, se halla una hembra de tortuga que se creía extinta desde 1906. Se trata de Chelonoidis Phantasticus.[3]
- 2021: En Argentina, en medio de la pandemia de COVID-19, estalla el escándalo del "Vacunatorio VIP" renunciando el ministro de Salud, Ginés González García. Al día siguiente, por decreto, asumió Carla Vizzotti.[4]
- 2022: el presidente de Brasil, Jair Bolsonaro, envía a la Provincia de Corrientes (Argentina) dotaciones de bomberos en marco de los incendios forestales sin precedentes.[5]

## Nacimientos
- 1473: Nicolás Copérnico, astrónomo y filósofo polaco (f. 1543).
- 1526: Carolus Clusius, médico y botánico flamenco (f. 1609).
- 1635: Manuel Lobo, gobernador y militar portugués (f. 1683).
- 1717: David Garrick, actor británico (f. 1779).
- 1733: Daniel Solander, botánico sueco (f. 1782).
- 1743: Luigi Boccherini, compositor italiano (f. 1805).
- 1754: Vincenzo Monti, poeta italiano (f. 1828).
- 1789: José Fernández Madrid, revolucionario colombiano (f. 1830).
- 1811: Jules Sandeau, escritor francés (f. 1883).
- 1818: Gabino Barreda, médico, filósofo y político mexicano (f. 1881).
- 1821: August Schleicher, lingüista alemán (f. 1868).
- 1824: Álvaro Covarrubias Ortúzar, abogado chileno (f. 1899).
- 1833: Élie Ducommun, escritor y editor suizo, premio nobel de la paz en 1902 (f. 1906).
- 1835: Emmanuel Lansyer, pintor paisajista realista francés (f. 1893).
- 1841: Felipe Pedrell, iniciador del renacimiento musical hispano (f. 1922).
- 1848: Bruno Piglhein, escultor alemán residente en Mónaco (f. 1894).
- 1858: Gabino Ezeiza, Payador argentino (f. 1916).
- 1859: Svante August Arrhenius, químico sueco, premio nobel de química en 1903 (f. 1927).
- 1863: Augusto B. Leguía, político peruano, dos veces presidente del Perú: entre 1908-1912 y 1919-1930 (f. 1932).
- 1864: Ferdinand Zecca, cineasta francés (f. 1947).
- 1865: Sven Hedin, explorador sueco (f. 1952).
- 1865: Ferdinand Löwe, director de orquesta y músico austriaco (f. 1925).
- 1872: Elisar Von Kupffer, escritor y artista estonio (f. 1942).
- 1873: Louis Feuillade, cineasta francés (f. 1925).
- 1876: Constantin Brâncuşi, escultor rumano (f. 1957).
- 1877: Gabriele Münter, pintora expresionista alemana (f. 1962).
- 1877: George Melford, actor teatral y cinematográfico estadounidense (f. 1961).
- 1879: Ángel Cabrera, paleontólogo y zoólogo español (f. 1960).
- 1880: Álvaro Obregón, político mexicano, presidente entre 1920 y 1924 (f. 1928).
- 1881: Paul Zech, escritor y poeta alemán (f. 1946).
- 1884: Tobías Dantzig, matemático (f. 1956).
- 1887: Roberto Montenegro, pintor, litógrafo y escenógrafo mexicano (f. 1968).
- 1888: José Eustasio Rivera, escritor colombiano (f. 1928).
- 1893: Jesús Silva Herzog, economista, escritor, político e investigador mexicano (f. 1985).
- 1895: Louis Calhern, actor estadounidense (f. 1956).
- 1896: André Breton, poeta francés (f. 1966).
- 1899: Lucio Fontana, artista argentino (f. 1968).
- 1909: Jesús Delgado Valhondo, poeta español (f. 1993).
- 1911: Merle Oberon, actriz británica (f. 1979).
- 1913: Conrado Blanco, poeta y empresario teatral español (f. 1998).
- 1913: Frank Tashlin, cineasta estadounidense (f. 1972).
- 1913: Kurt Land, cineasta austríaco (f. 1997).
- 1913: Roberto Sánchez Vilella, político puertorriqueño, gobernador de Puerto Rico entre 1964 y 1969 (f. 1997).
- 1914: Josefina Escobedo, actriz mexicana (f. 1997).
- 1916: Eddie Arcaro, jinete estadounidense (f. 1997).
- 1917: Carson McCullers, escritora estadounidense (f. 1967).
- 1918: Fay McKenzie, actriz estadounidense (f. 2019).
- 1920: Jaan Kross, escritor estonio (f. 2007).
- 1923: Giulio Cabianca, piloto de automovilismo italiano (f. 1961).
- 1924: David Bronstein, ajedrecista ucraniano (f. 2006).
- 1924: František Vláčil, cineasta checo (f. 1999).
- 1924: Lee Marvin, actor estadounidense (f. 1987).
- 1924: Bruce Norris, ejecutivo de la junta directiva de la NHL (f. 1986).
- 1925: Enrique Buenaventura, dramaturgo colombiano (f. 2003).
- 1927: Philippe Boiry, periodista y profesor universitario francés, pretendiente al trono del Reino de la Araucanía y la Patagonia (f. 2014).
- 1929: Alma Rosa Aguirre, actriz mexicana (f. 2025).
- 1930: John Frankenheimer, cineasta estadounidense (f. 2002).
- 1932: Guillermo Larco Cox, político peruano, primer ministro entre 1987-1988 y 1989-1990 (f. 2002).
- 1933: Juan Carlos Dual, actor argentino (f. 2015).
- 1936: Marin Sorescu, escritor y novelista rumano (f. 1997).
- 1936: Paloma O'Shea, pianista española.
- 1938: Raúl de la Torre, cineasta argentino (f. 2010).
- 1938: René Muñoz, actor cubano (f. 2000).
- 1939: Alfredo Bryce Echenique, escritor peruano.
- 1940: Saparmyrat Nyýazow, presidente turkmenistano (f. 2006).
- 1940: Smokey Robinson, músico estadounidense.
- 1941: Ana María Cué, pianista, profesora universitaria y poetisa argentina.
- 1941: David Gross, físico británico, premio nobel de física en 2004.
- 1943: Tim Hunt, bioquímico británico, premio nobel de medicina en 2001.
- 1943: Jorge Arganis Díaz Leal, ingeniero civil, funcionario, académico y asesor mexicano (f. 2024).
- 1944: Pedro Macía, periodista español y presentador de televisión (f. 2012).
- 1946: Luis Puenzo, cineasta y guionista argentino.
- 1946: Karen Silkwood, activista estadounidense (f. 1974).
- 1948: Pim Fortuyn, político neerlandés (f. 2002).
- 1948: Tony Iommi, guitarrista británico, de la banda Black Sabbath.
- 1948: Osvaldo Santoro, actor argentino.
- 1950: Chany Suárez, cantante folclórica argentina.
- 1951: Tahir-ul-Qadri, erudito sufí pakistaní.
- 1951: Alan Merrill, vocalista, guitarrista y compositor estadounidense (f. 2020).
- 1952: Freddy Maertens, ciclista belga.
- 1952: Daniel Miglioranza, actor argentino.
- 1952: Rodolfo Neri Vela, primer astronauta mexicano.
- 1952: Amy Tan, escritora estadounidense.

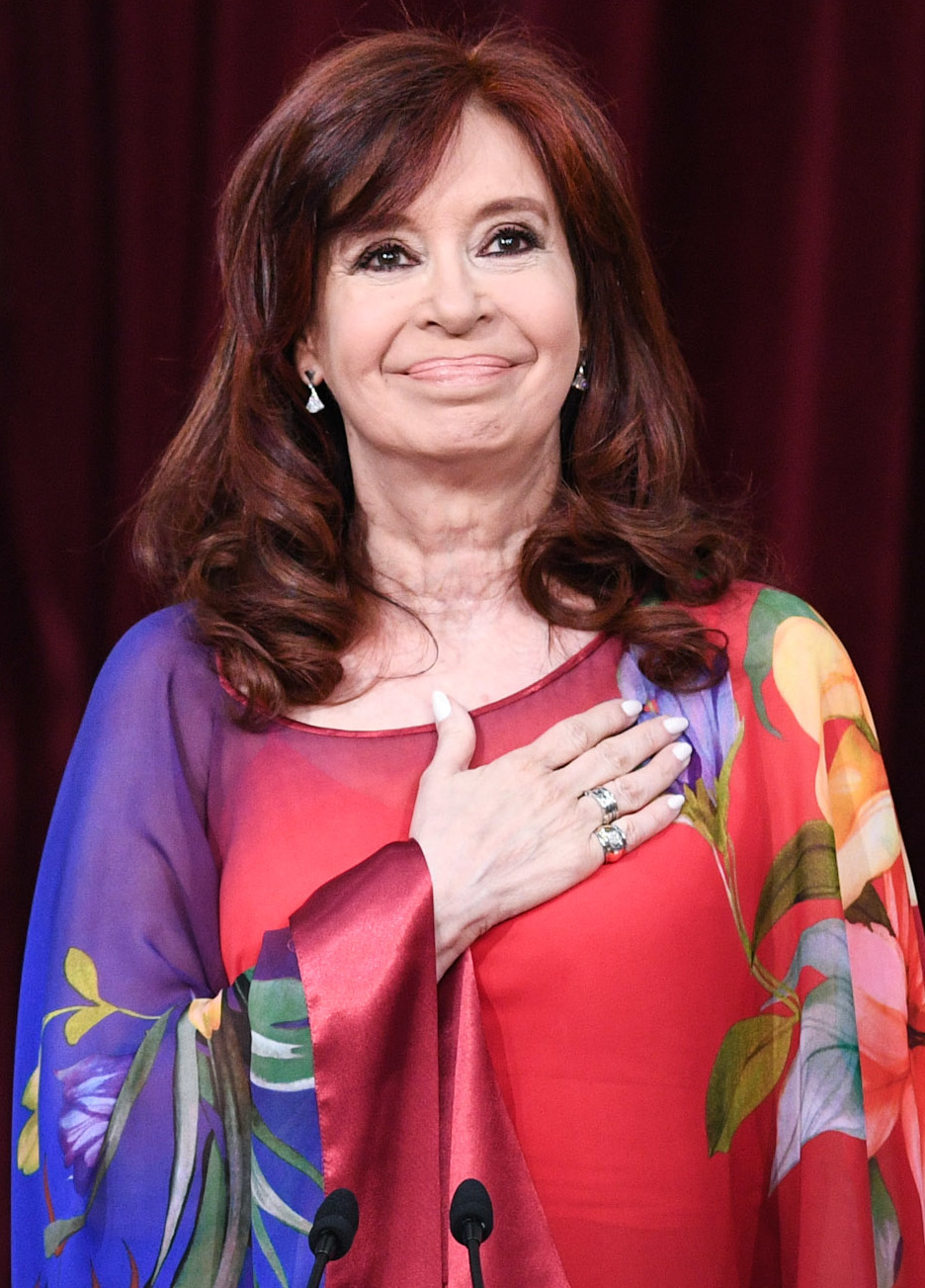
Cristina Fernández de Kirchner

- 1953: Cristina Fernández de Kirchner, política argentina, presidenta de Argentina entre 2007 y 2015.
- 1953: Massimo Troisi, actor y cineasta italiano (f. 1994).
- 1953: Victoria Vera, actriz española.
- 1954: Sócrates, futbolista y médico brasileño (f. 2011).
- 1955: Jeff Daniels, actor estadounidense.
- 1956: Roderick MacKinnon, bioquímico estadounidense, premio nobel de química en 2003
- 1957: Daína Chaviano, escritora cubana.
- 1957: Falco, músico austriaco (f. 1998).
- 1957: Ray Winstone, actor británico.
- 1958: Helen Fielding, escritora británica.
- 1958: Reina Reech, actriz y conductora de televisión argentina.
- 1960: Andrés de York, aristócrata británico, hijo de la reina Isabel II.
- 1961: Justin Fashanu, futbolista británico (f. 1998).
- 1962: Germán Vargas Lleras, político y abogado colombiano.
- 1962: Hana Mandlíková, tenista checa.
- 1963: Seal, cantante británico.
- 1963: Tom Angelripper, bajista y cantante alemán, de la banda Sodom.
- 1963: Juan Carlos Ramírez Abadía, narcotraficante colombiano.
- 1964: Doug Aldrich, músico estadounidense, de la banda Whitesnake.
- 1964: Sandra Villarruel, vedette y actriz argentina.
- 1965: Jaime Bayly, escritor peruano.
- 1966: Paul Haarhuis, tenista neerlandés.
- 1966: Enzo Scifo, futbolista belga.
- 1967: Maniac (Sven Erik Kristiansen), cantante noruego de black metal.
- 1967: Benicio del Toro, actor puertorriqueño.
- 1968: Mark Morales, rapero, compositor, productor, DJ y personalidad de la radio estadounidense (f. 2021).
- 1971: Miguel Batista, beisbolista dominicano.
- 1971: Gil Shaham, violinista de origen israelí.
- 1973: Eva Golinger, abogada, escritora e investigadora venezolano-estadounidense.
- 1973: Eric Lange actor estadounidense
- 1975: Daewon Song, patinador coreano.
- 1977: Eloy Azorín, actor español.
- 1977: Dani Martín, cantante español.
- 1977: Luis Piedrahíta, monologuista y presentador de televisión español.
- 1977: Ola Salo, cantante sueco, de la banda The Ark.
- 1977: Gianluca Zambrotta, futbolista italiano.
- 1977: Katty Fuentes García, modelo mexicana.
- 1977: Miguel Ángel Klee, futbolista guatemalteco.
- 1978: Immortal Technique, rapero estadounidense.
- 1979: Steve Cherundolo, futbolista estadounidense.
- 1979: Clinton Morrison, futbolista irlandés.
- 1979: Mariana Ochoa, cantante y actriz mexicana.
- 1979: Vitas, cantante ruso.
- 1979: Luis Prieto, futbolista español.
- 1979: Sérgio Júnior, futbolista brasileño.
- 1980: David Gandy, supermodelo británico.
- 1980: Ma Lin, jugador chino de tenis de mesa.
- 1980: Mike Miller, baloncestista estadounidense.
- 1981: Ronnie Arniell, luchador profesional canadiense.
- 1981: Laura Azcurra, actriz argentina.
- 1981: Beth Ditto (Mary Beth Patterson) cantante estadounidense.
- 1981: Kyle Martino, futbolista estadounidense.
- 1981: Denís Yévsikov, futbolista ruso.
- 1981: Thomas Buffel, futbolista belga.
- 1982: Stefan Kramer, comediante chileno.
- 1983: Mika Nakashima, cantante japonesa.
- 1985: Haylie Duff, actriz y cantante estadounidense.
- 1985: Violeta Urtizberea, actriz argentina.
- 1985: Arielle Kebbel, actriz estadounidense.
- 1985: Sławomir Peszko, futbolista polaco.
- 1986: Maria Mena, cantante noruega.
- 1986: Marta Vieira da Silva, futbolista brasileña.
- 1986: Jayde Nicole, modelo erótica canadiense.
- 1986: Pablo Gallardo, futbolista español.
- 1987: Beñat Etxebarria Urkiaga, futbolista español.
- 1987: Daniel Orozco, futbolista español.
- 1987: Jesús Rueda Ambrosio, futbolista español.
- 1987: Paco Regalón, futbolista español.
- 1988: Seth Morrison, músico estadounidense.
- 1990: Kosta Barbarouses, futbolista neozelandés.
- 1991: Christoph Kramer, futbolista alemán.
- 1993: Victoria Justice, actriz, modelo y cantante estadounidense.
- 1993: Mauro Icardi, futbolista argentino.
- 1994: Nikola Ivanović, baloncestista montenegrino.
- 1995: Nikola Jokić, baloncestista serbio.
- 1995: Abel Moreno Zorrero, futbolista español.
- 1995: Nichelle Prince, futbolista canadiense.
- 1995: Agustín Ale, futbolista uruguayo.
- 1995: Ronnie Villareal, futbolista panameño.
- 1996: Shiamara Almeida, voleibolista peruana.
- 1996: Delfina Chaves, actriz y modelo argentina.
- 1996: Jan Maas, ciclista neerlandés.
- 1996: Matthew Grech, futbolista maltés.
- 1997: Christopher Martins Pereira, futbolista luxemburgués.
- 1997: Romaric Belemene, baloncestista congoleño.
- 1997: Yuya Takazawa, futbolista japonés.
- 1997: Nuno Borges, tenista portugués.
- 1997: Franco Gentile, futbolista uruguayo.
- 1997: Nurillo Tukhtasinov, futbolista uzbeko.
- 1997: Benoît Kounkoud, balonmanista francés.
- 1998: Jungwoo, músico sorcoreano, integrante de la banda NCT.
- 1998: Kaito Anzai, futbolista japonés.
- 1998: Felipe Meligeni Alves, tenista brasileño.
- 1998: Lisa Ambalavanar, actriz inglesa.
- 1998: Mike Lewis II, baloncestista estadounidense.
- 1998: Chappell Roan, cantante estadounidense.
- 1999: Hugo González, nadador español.
- 1999: Senne Lynen, futbolista belga.
- 1999: Breno Correia, nadador brasileño.
- 1999: Marvin Schulte, atleta alemán.
- 1999: Albion Ademi, futbolista finlandés.
- 1999: Anastasia Nichita, luchadora moldava.
- 1999: Quinn Lord, actor canadiense.
- 2000: Gastón Zúñiga, futbolista chileno.
- 2000: Hana Takahashi, futbolista japonés.
- 2000: Carlos Adonys Mejía, futbolista hondureño.
- 2000: Carlota García, actriz española.
- 2000: Eduardo Torres, futbolista mexicano.
- 2000: Chisaki Morito, cantante japonesa.
- 2000: Neža Klančar, nadadora eslovena.
- 2000: Lila Touili, nadadora francesa.
- 2000: Nauris Petkevičius, futbolista lituano.
- 2000: Sandy Baltimore, futbolista francesa.
- 2000: Giacomo Quagliata, futbolista italiano.
- 2000: Moteb Al-Harbi, futbolista saudí.
- 2000: Kiril Kirov, tirador búlgaro.
- 2000: Erick Stalin Morillo, futbolista peruano (f. 2023).
- 2001: David Mazouz, actor estadounidense.
- 2001: Lee Kang-in, futbolista surcoreano.
- 2001: Giorgi Tskhovrebadze, balonmanista georgiano.
- 2002: Ayelén Acuña, futbolista argentina.
- 2003: Ariel Mosór, futbolista polaco.
- 2003: Radosław Cielemęcki, futbolista polaco.
- 2004: Millie Bobby Brown, actriz británica.
- 2004: Yusuf Faruk, balonmanista nigeriano.
- 2009: Moon Woo-jin, actor infantil surcoreano.

## Fallecimientos
- 197: Clodius Albinus, gobernador romano de Bretaña (n. 147, en Túnez).
- 1133: Irene Ducas, emperatriz bizantina (n. 1066).
- 1430: Álvaro de Córdoba, religioso y beato español (n. 1358).
- 1605: Orazio Vecchi, compositor italiano (n. 1550).
- 1620: Roemer Visscher, escritor neerlandés (n. 1547).
- 1625: Arthur Chichester, soldado irlandés (n. 1573).
- 1670: Federico III, rey danés (n. 1609).
- 1709: Tokugawa Tsunayoshi, shogun japonés (n. 1646).
- 1790: Jean-Baptiste Krumpholz, compositor checo (n.1742).
- 1799: Jean-Charles de Borda, matemático, físico, político y marino francés (n. 1733).
- 1837: Georg Büchner, dramaturgo alemán (n. 1813).
- 1856: Carlos C. Wood Taylor, pintor británico (n. 1792).
- 1865: Francisco Bilbao, escritor y filósofo chileno (n. 1823).
- 1868: Venancio Flores, presidente uruguayo (n. 1808).
- 1868: Bernando Berro, presidente uruguayo (n. 1803).
- 1873: Vasil Levski, revolucionario búlgaro (n. 1837).
- 1887: Multatuli, escritor neerlandés (n. 1820).
- 1893: Ernst Benary, empresario y botánico alemán (n. 1819).
- 1894: Francisco Asenjo Barbieri, compositor español (n. 1823).
- 1897: Karl Weierstrass, matemático alemán (n. 1815).
- 1913: Gustavo A. Madero, político mexicano (n. 1875).
- 1916: Ernst Mach, físico y filósofo austrocheco (n. 1838).
- 1927: Robert Fuchs, compositor austriaco (n. 1847).
- 1928: Domingo Laporte, pintor uruguayo (n. 1855).
- 1929: Lamberto Alonso, pintor y tenor español (n. 1863).
- 1933: Juan Bautista Aznar, militar y político español (n. 1860).
- 1934: Caleb Davis Bradham, farmacéutico estadounidense, inventor del refresco Pepsi (n. 1867).
- 1936: Billy Mitchell, general y pionero de la aviación militar estadounidense (n. 1879).
- 1937: Horacio Quiroga, cuentista, dramaturgo y poeta uruguayo (n. 1878).
- 1940: Ljubomir Davidović, político serbio (n. 1863).
- 1951: André Gide, escritor francés, premio nobel de literatura en 1947 (n. 1869).
- 1952: Knut Hamsun, escritor noruego, premio nobel de literatura en 1920 (n. 1859).
- 1952: Enrique González Martínez, poeta y diplomático mexicano (n. 1871).
- 1962: Georgios Papanicolaou, doctor griego, inventor de la prueba de Papanicolaou (n. 1883).
- 1963: Benny Moré, músico cubano (n. 1919).
- 1969: Madge Blake, actriz estadounidense (n. 1899).
- 1969: Jean Pierre Ducasse, ciclista francés (n. 1944).
- 1972: John Grierson, cineasta británico (n. 1898).
- 1972: Tedd Pierce, animador y guionista estadounidense (n. 1906).
- 1973: Joseph Szígeti, violinista húngaro (n. 1892).
- 1975: Enrique Caballero Aburto, político mexicano
- 1975: Luigi Dallapiccola, compositor y pianista italiano (n. 1904).
- 1980: Bon Scott, cantante británico, de la banda AC/DC (n. 1946).
- 1985: Gregorio López-Bravo, político español (n. 1923).
- 1986: André Leroi-Gourhan, prehistoriador francés (n. 1911).
- 1988: René Char, poeta francés (n. 1907).
- 1988: André Frédéric Cournand, médico francés, premio nobel de fisiología o medicina en 1956 (n. 1895).
- 1989: Rafael Martínez Sansegundo, baloncestista español (n. 1964).
- 1990: Michael Powell, cineasta británico (n. 1905).

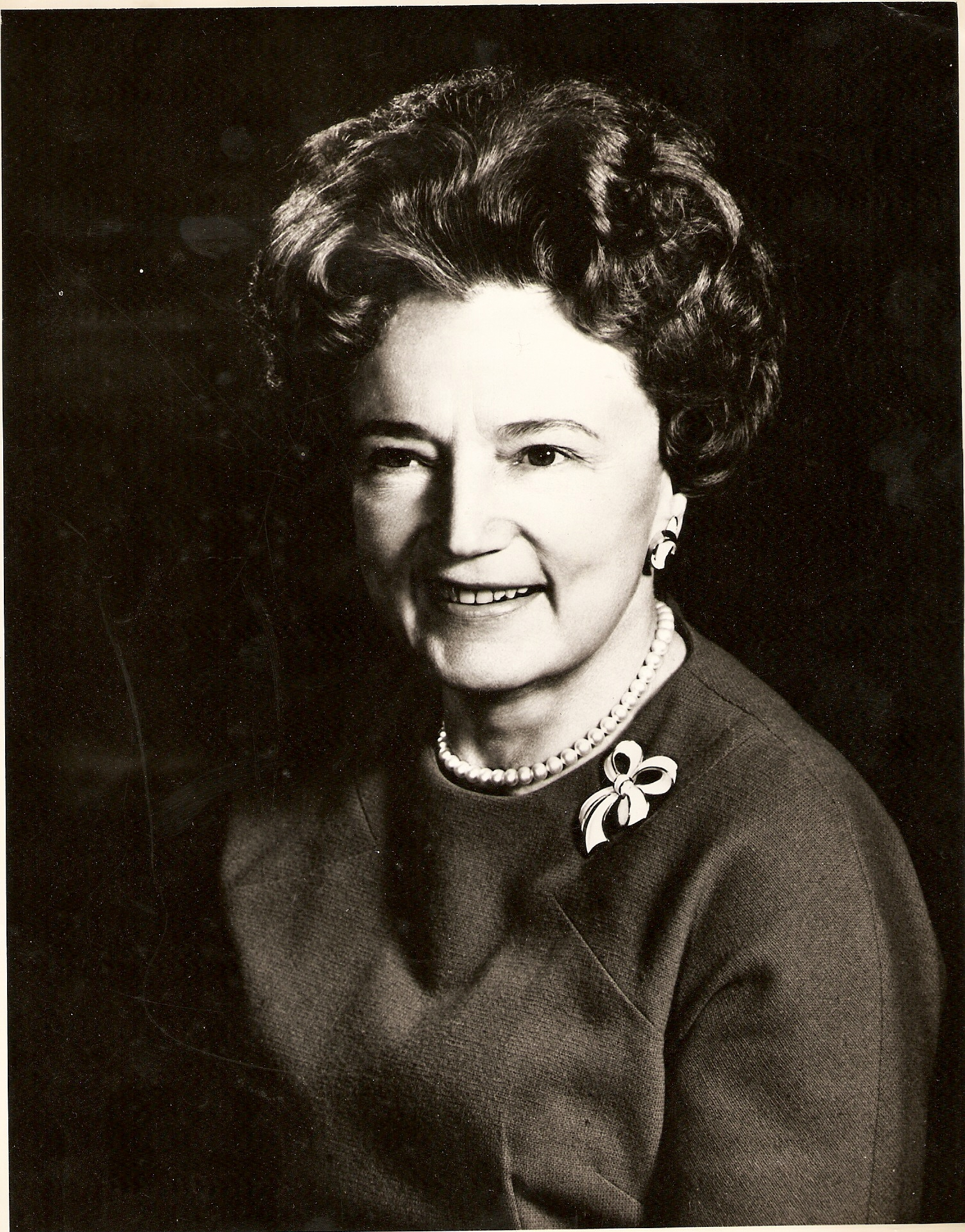
Dra. Edris Rice-Wray

- 1990: Edris Rice-Wray, médica estadounidense, pionera de la píldora anticonceptiva oral (n. 1904).
- 1992: Eduardo Barreiros, empresario español (n. 1919).
- 1994: Alberto Chissano, escultor mozambicano (n. 1934).
- 1994: Iván Sidorenko, francotirador soviético (n. 1919)
- 1996: Antonio Creus, piloto de Fórmula 1 español (n. 1924).
- 1996: Marco Antonio Campos (Viruta), actor y humorista mexicano (n. 1919).
- 1997: Deng Xiaoping, líder político y revolucionario chino (n. 1904).
- 1999: Carlos Acuña, cantante de tangos argentino (n. 1916).
- 1999: Mohammad Sadeq al-Sadr, líder chiita iraquí (n. 1943).
- 2000: Friedensreich Hundertwasser, artista austriaco (n. 1928).
- 2000: Amanda Ledesma, actriz argentina (n. 1911).
- 2001: Stanley Kramer, cineasta estadounidense (n. 1913).
- 2001: Charles Trenet, cantante francés (n. 1913).
- 2012: Renato Dulbecco, científico estadounidense de origen italiano (n. 1914).
- 2013: Joaquín Cordero, actor mexicano (n. 1923).
- 2015: Frank Ramírez, fue un director y actor de cine y televisión colombiano. (n. 1939).
- 2016: Umberto Eco, escritor, filósofo y semiólogo italiano (n. 1932).
- 2016: Harper Lee, escritora estadounidense (n. 1926).
- 2019: Karl Lagerfeld, diseñador de moda alemán (n. 1933).
- 2020: Jean Daniel, escritor francés (n. 1920).
- 2020: Pop Smoke, rapero estadounidense (n. 1999).
- 2020: Beatriz Bonnet, actriz argentina (n. 1930).
- 2021: Leopold Lippens, político belga (n. 1941).
- 2022: Emile Francis, jugador de hockey sobre hielo canadiense (n. 1926).
- 2022: Gary Brooker, músico británico (n. 1946).
- 2023: Richard Belzer, actor y comediante estadounidense (n. 1944).
- 2023: Jansen Panettiere, actor estadounidense (n. 1994).
- 2024: Carlos Manuel Urzúa Macías, académico, matemático, político y economista mexicano (n. 1955).
- 2025: Tony Isbert, actor español.

## Celebraciones
- Día Internacional Contra la Homofobia en el Fútbol.[6]
Iniciativa para combatir la discriminación y promover la inclusión en el deporte. En homenaje al nacimiento de Justin Fashanu, el primer futbolista de élite en reconocer públicamente su homosexualidad.

 Por países
(Por orden alfabético)
- Argentina: 
  -     -  Misiones: 
      - Aniversario de Santa María.
Fundación: 19 de febrero de 1944 (81 años).[7]

- México: 
  - Día del Ejército Mexicano.

- Nepal: 
  - Prajatantra Diwas.[8]

- Puerto Rico: 
  - Día de los Héroes Nacionales.[8]

- Sierra Leona: 
  - Día de las Fuerzas Armadas.[8]

### Santoral católico

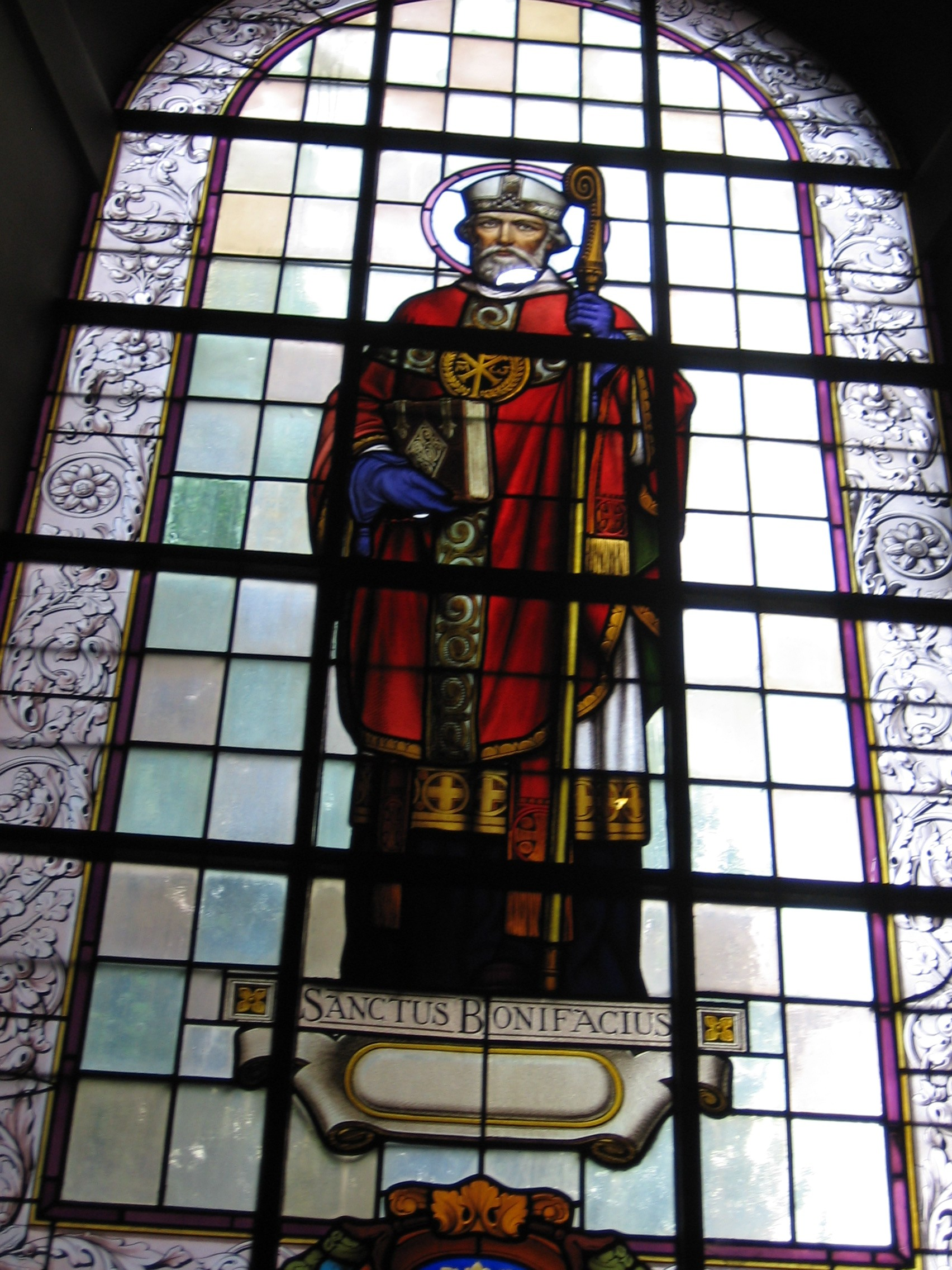
San Bonifacio de Bruselas (obispo de Lausana), vidriera de la iglesia de San Pedro de Uccle (Bruselas).

- San Bonifacio de Lausana.[9](imagen ilustrativa).
- San Barbado.[9]
- San Conrado de Piacenza, ermita italiano. [9]
- San Beato de Liébana.[9]
- San Gabino.
- San Jorge de Vabres.[9]
- Santa Lucía Yi Zhenmei.[9]
- San Mansueto de Milán.[9]
- San Proclo.[9]
- San Quodvuldeo.[9]
- Beato Conrado de Piacenza Confalonieri.
- Beata Isabel Picenardi.[9]
- Beato José Zaplata.[9]
- Beato Álvaro de Córdoba.[9]